# Europsko prvenstvo u rukometu – Njemačka 2024.
Europsko prvenstvo u rukometu 2024. šesnaesto je Europsko prvenstvo u rukometu. Održano je u Njemačkoj. Utakmice su igrane u Berlinu, Kölnu, Düsseldorfu, Hamburgu, Mannheimu i Münchenu.

## Dvorane
| Düsseldorf                           | Köln                            | Berlin                                | HamburgBerlinMünchenKölnMannheimDüsseldorf |
| ------------------------------------ | ------------------------------- | ------------------------------------- | ------------------------------------------ |
| Merkur Spiel-Arena Kapacitet: 50 000 | Lanxess Arena Kapacitet: 19 750 | Mercedes-Benz Arena Kapacitet: 14 800 | HamburgBerlinMünchenKölnMannheimDüsseldorf |
|                                      |                                 |                                       | HamburgBerlinMünchenKölnMannheimDüsseldorf |
| Hamburg                              | Mannheim                        | München                               | HamburgBerlinMünchenKölnMannheimDüsseldorf |
| Barclaycard Arena Kapacitet: 13 300  | SAP Arena Kapacitet: 13 200     | Olympiahalle Kapacitet: 12 150        | HamburgBerlinMünchenKölnMannheimDüsseldorf |
|                                      |                                 |                                       | HamburgBerlinMünchenKölnMannheimDüsseldorf |

## Kvalificirane momčadi
| Država              | Kvalificirala se kao     | Nadnevak kvalifikacije | Prijašnji nastupi                                                                                            |
| ------------------- | ------------------------ | ---------------------- | --- |
| Njemačka            | domaćin                  | 20. lipnja 2018        | 14 (1994., 1996., 1998., 2000., 2002., 2004., 2006., 2008., 2010., 2012., 2016., 2018., 2020., 2022.)        |
| Španjolska          | Top 3 EP 2022.           | 28. siječnja 2022.     | 15 (1994., 1996., 1998., 2000., 2002., 2004., 2006., 2008., 2010., 2012., 2014., 2016., 2018., 2020., 2022.) |
| Švedska             | Top 3 EP 2022.           | 28. siječnja 2022.     | 14 (1994.,1996., 1998., 2000., 2002., 2004., 2008., 2010., 2012., 2014, 2016., 2018., 2020., 2022.)          |
| Danska              | Top 3 EP 2022.           | 30. siječnja 2022.     | 14 (1994., 1996., 2000., 2002., 2004., 2006., 2008., 2010., 2012., 2014., 2016., 2018., 2020., 2022.)        |
| Austrija            | Skupina 4, 1. mjesto     | 11. ožujka 2023.       | 5 (2010., 2014., 2018., 2020., 2022.)                                                                        |
| Francuska           | Skupina 8, 1. mjesto     | 11. ožujka 2023.       | 15 (1994., 1996., 1998., 2000., 2002., 2004., 2006., 2008., 2010., 2012., 2014., 2016., 2018., 2020., 2022.) |
| Mađarska            | Skupina 6, 1. mjesto     | 12. ožujka 2023.       | 13 (1994., 1996., 1998., 2004., 2006., 2008., 2010., 2012., 2014., 2016., 2018., 2020., 2022.)               |
| Portugal            | Skupina 1, 1. mjesto     | 12. ožujka 2023.       | 7 (1994., 2000., 2002., 2004., 2006., 2020., 2022.)                                                          |
| Slovenija           | Skupina 7, 1. mjesto     | 12. ožujka 2023.       | 13 (1994., 1996., 2000., 2002., 2004., 2006., 2008., 2010., 2012., 2016., 2018., 2020., 2022.)               |
| Hrvatska            | Skupina 5, 2. mjesto     | 26. travnja 2023.      | 15 (1994., 1996., 1998., 2000., 2002., 2004., 2006., 2008., 2010., 2012., 2014., 2016., 2018., 2020., 2022.) |
| Norveška            | Skupina 2, 1. mjesto     | 26. travnja 2023.      | 10 (2000., 2006., 2008., 2010., 2012, 2014. 2016., 2018., 2020., 2022.)                                      |
| Srbija              | Skupina 2, 2. mjesto     | 26. travnja 2023.      | 7 (2010., 2012., 2014., 2016., 2018., 2020., 2022.)                                                          |
| Island              | Skupina 3, 1. mjesto     | 27. travnja 2023.      | 12 (2000., 2002., 2004., 2006., 2008., 2010., 2012., 2014., 2016., 2018., 2020., 2022.)                      |
| Češka               | Skupina 3, 2. mjesto     | 27. travnja 2023.      | 11 (1996., 1998., 2002., 2004., 2008., 2010, 2012., 2014., 2018., 2020., 2022.)                              |
| Švicarska           | Skupina 6, 2. mjesto     | 27. travnja 2023.      | 4 (2002., 2004., 2006., 2020.)                                                                               |
| Poljska             | Skupina 8, 2. mjesto     | 27. travnja 2023.      | 10 (2002., 2004., 2006., 2008., 2010., 2012., 2014., 2016., 2020., 2022.)                                    |
| Sjeverna Makedonija | Skupina 1, 2. mjesto     | 30. travnja 2023.      | 7 (1998., 2012., 2014., 2016., 2018., 2020., 2022.)                                                          |
| Rumunjska           | Skupina 4, 2. mjesto     | 30. travnja 2023.      | 2 (1994., 1996.)                                                                                             |
| Nizozemska          | Skupina 5, 1. mjesto     | 30. travnja 2023.      | 2 (2020., 2022.)                                                                                             |
| Bosna i Hercegovina | Skupina 7, 2. mjesto     | 30. travnja 2023.      | 2 (2020., 2022.)                                                                                             |
| Crna Gora           | Prva četiri za 3. mjesto | 30. travnja 2023.      | 6 (2008., 2014., 2016., 2018., 2020., 2022.)                                                                 |
| Ovčji Otoci         | Prva četiri za 3. mjesto | 30. travnja 2023.      | 0 (debi, prvi nastup)                                                                                        |
| Grčka               | Prva četiri za 3. mjesto | 30. travnja 2023.      | 0 (debi, prvi nastup)                                                                                        |
| Gruzija             | Prva četiri za 3. mjesto | 30. travnja 2023.      | 0 (debi, prvi nastup)                                                                                        |

## Sastav Hrvatske
Vratari: Matej Mandić (Zagreb), Filip Ivić (Chambery), Kristian Pilipović (Schaffhausen), Dominik Kuzmanović (Nexe Našice)
Lijeva krila: Marin Jelinić (Szeged), Lovro Mihić (Wisla)
Desna krila: Mario Šoštarić (Szeged), Filip Glavaš (Zagreb)
Pivoti: Tomislav Kušan (Limoges), Veron Načinović (Montpellier), Marin Šipić (Kriens)
Lijevi vanjski: Tin Lučin (Wisla), Marko Mamić (Leipzig), Zvonimir Srna (Zagreb)
Srednji vanjski: Domagoj Duvnjak (Kiel), Igor Karačić (Kielce), Luka Cindrić (Dinamo Bukurešt)
Desni vanjski: Ivan Martinović (Melsungen), Mateo Maraš (Tatabanya), Luka Lovre Klarica (Zagreb)

## Ždrijeb
Ždrijeb je održan 10. svibnja 2023. u Düsseldorfu.
| 1. jakosna skupina                                              | 2. jakosna skupina                                                   | 3. jakosna skupina                                                                | 4. jakosna skupina                                                  |
| --------------------------------------------------------------- | -------------------------------------------------------------------- | --------------------------------------------------------------------------------- | ------------------------------------------------------------------- |
| - Švedska - Španjolska - Danska - Francuska - Norveška - Island | - Njemačka - Nizozemska - Mađarska - Slovenija - Portugal - Austrija | - Hrvatska - Poljska - Češka - Srbija - Sjeverna Makedonija - Bosna i Hercegovina | - Crna Gora - Ovčji Otoci - Grčka - Gruzija - Rumunjska - Švicarska |

## Sudci
18 sudačkih parova odabrano je 25. rujna 2023.
| Sudci               | Sudci                                   |
| ------------------- | --------------------------------------- |
| Bosna i Hercegovina | Amar Konjičanin Dino Konjičanin         |
| Crna Gora           | Ivan Pavićević Miloš Ražnatović         |
| Češka               | Václav ráček Jiří Novotný               |
| Danska              | Mads Hansen Jesper Madsen               |
| Francuska           | Charlotte Bonaventura Julie Bonaventura |
| Francuska           | Karim Gasmi Raouf Gasmi                 |
| Njemačka            | Maike Merz Tanja Kuttler                |
| Njemačka            | Robert Schulze Tobias Tönnies           |
| Island              | Jónas Elíasson Anton Pálsson            |

| Sudci               | Sudci                            |
| ------------------- | -------------------------------- |
| Litva               | Vaidas Mažeika Mindaugas Gatelis |
| Sjeverna Makedonija | Slave Nikolov Đorđi Načevski     |
| Moldavija           | Igor Covalciuc Alexei Covalciuc  |
| Norveška            | Lars Jørum Håvard Kleven         |
| Portugal            | Daniel Martins Roberto Martins   |
| Slovenija           | Bojan Lah David Sok              |
| Španjolska          | Andreu Marín Ignacio García      |
| Švedska             | Mirza Kurtagic Mattias Wetterwik |
| Švicarska           | Arthur Brunner Morad Salah       |

## Natjecanje po skupinama (prvi krug)

### Skupina A
|  | Plasman u drugi krug |
|  | Izbacivanje          |

|    | Reprezentacija      | Bod. | Ut. | Pob. | N. | Por. | Pos. | Pri. | RP  |
| -- | ------------------- | ---- | --- | ---- | -- | ---- | ---- | ---- | --- |
| 1. | Francuska           | 5    | 3   | 2    | 1  | 0    | 98   | 85   | +13 |
| 2. | Njemačka            | 4    | 3   | 2    | 0  | 1    | 91   | 72   | +19 |
| 3. | Sjeverna Makedonija | 2    | 3   | 1    | 0  | 2    | 83   | 100  | −17 |
| 4. | Švicarska           | 1    | 3   | 0    | 1  | 2    | 67   | 82   | –15 |

| 10. siječnja 2024. 18:00 | Francuska | 39:29   | Sjeverna Makedonija | Merkur Spiel-Arena, Düsseldorf Gledatelji: 53.586 Suci: Kurtagic, Wetterwik |
| 10. siječnja 2024. 18:00 | Descat 7  | (17:13) | Peševski 7          | Merkur Spiel-Arena, Düsseldorf Gledatelji: 53.586 Suci: Kurtagic, Wetterwik |
| 10. siječnja 2024. 18:00 | Izvještaj |         |                     | Merkur Spiel-Arena, Düsseldorf Gledatelji: 53.586 Suci: Kurtagic, Wetterwik |

| 10. siječnja 2024. 20:45 | Njemačka | 27:14     | Švicarska | Merkur Spiel-Arena, Düsseldorf Gledatelji: 53.586 Suci: Hansen, Madsen |
| 10. siječnja 2024. 20:45 | Knorr 6  | (13:8)    | Rubin 4   | Merkur Spiel-Arena, Düsseldorf Gledatelji: 53.586 Suci: Hansen, Madsen |
| 10. siječnja 2024. 20:45 | 2× 1×    | Izvještaj | 3× 1×     | Merkur Spiel-Arena, Düsseldorf Gledatelji: 53.586 Suci: Hansen, Madsen |

| 14. siječnja 2024. 18:00 | Švicarska | 26:26     | Francuska | Mercedes-Benz Arena, Berlin Gledatelji: 13.571 Suci: A. Konjičanin, D. Konjičanin |
| 14. siječnja 2024. 18:00 | Laube 9   | (14:14)   | Mem 7     | Mercedes-Benz Arena, Berlin Gledatelji: 13.571 Suci: A. Konjičanin, D. Konjičanin |
| 14. siječnja 2024. 18:00 | 3× 1×     | Izvještaj | 2× 1×     | Mercedes-Benz Arena, Berlin Gledatelji: 13.571 Suci: A. Konjičanin, D. Konjičanin |

| 14. siječnja 2024. 20:30 | Sjeverna Makedonija | 25:34     | Njemačka | Mercedes-Benz Arena, Berlin Gledatelji: 13.571 Suci: D. Martins, R. Martins |
| 14. siječnja 2024. 20:30 | Kosteski 6          | (13:18)   | Knorr 10 | Mercedes-Benz Arena, Berlin Gledatelji: 13.571 Suci: D. Martins, R. Martins |
| 14. siječnja 2024. 20:30 | 5×                  | Izvještaj | 1×       | Mercedes-Benz Arena, Berlin Gledatelji: 13.571 Suci: D. Martins, R. Martins |

| 16. siječnja 2024. 18:00 | Sjeverna Makedonija | 29:27     | Švicarska | Mercedes-Benz Arena, Berlin Gledatelji: 13.571 Suci: A. Covalciuc, I. Covalciuc |
| 16. siječnja 2024. 18:00 | Kosteski, Mitev 5   | (13:9)    | Schmid 12 | Mercedes-Benz Arena, Berlin Gledatelji: 13.571 Suci: A. Covalciuc, I. Covalciuc |
| 16. siječnja 2024. 18:00 | 2× 1×               | Izvještaj | 1×        | Mercedes-Benz Arena, Berlin Gledatelji: 13.571 Suci: A. Covalciuc, I. Covalciuc |

| 16. siječnja 2024. 20:30 | Francuska   | 33:30     | Njemačka | Mercedes-Benz Arena, Berlin Gledatelji: 13.571 Suci: Horáček, Novotný |
| 16. siječnja 2024. 20:30 | Mahé, Mem 5 | (17:15)   | Knorr 8  | Mercedes-Benz Arena, Berlin Gledatelji: 13.571 Suci: Horáček, Novotný |
| 16. siječnja 2024. 20:30 | 2×          | Izvještaj | 2× 1×    | Mercedes-Benz Arena, Berlin Gledatelji: 13.571 Suci: Horáček, Novotný |

### Skupina B
|  | Plasman u drugi krug |
|  | Izbacivanje          |

|    | Reprezentacija | Bod. | Ut. | Pob. | N. | Por. | Pos. | Pri. | RP  |
| -- | -------------- | ---- | --- | ---- | -- | ---- | ---- | ---- | --- |
| 1. | Hrvatska       | 5    | 3   | 2    | 1  | 0    | 98   | 82   | +16 |
| 2. | Austrija       | 4    | 3   | 1    | 2  | 0    | 92   | 85   | +7  |
| 3. | Španjolska     | 3    | 3   | 1    | 1  | 1    | 98   | 86   | +2  |
| 4. | Rumunjska      | 0    | 3   | 0    | 0  | 3    | 73   | 98   | −25 |

| 12. siječnja 2024. 18:00 | Austrija  | 31:24     | Rumunjska  | SAP Arena, Mannheim Gledatelji: 13.293 Suci: Jørum, Kleven |
| 12. siječnja 2024. 18:00 | Frimmel 6 | (15:14)   | Grigoraș 6 | SAP Arena, Mannheim Gledatelji: 13.293 Suci: Jørum, Kleven |
| 12. siječnja 2024. 18:00 | 2×        | Izvještaj | 3× 1×      | SAP Arena, Mannheim Gledatelji: 13.293 Suci: Jørum, Kleven |

| 12. siječnja 2024. 20:30 | Španjolska | 29:39     | Hrvatska               | SAP Arena, Mannheim Gledatelji: 13.293 Suci: Horáček, Novotný |
| 12. siječnja 2024. 20:30 | Gómez 8    | (14:18)   | Martinović, Šoštarić 8 | SAP Arena, Mannheim Gledatelji: 13.293 Suci: Horáček, Novotný |
| 12. siječnja 2024. 20:30 | 1×         | Izvještaj | 2×                     | SAP Arena, Mannheim Gledatelji: 13.293 Suci: Horáček, Novotný |

| 14. siječnja 2024. 18:00 | Rumunjska      | 24:36     | Španjolska | SAP Arena, Mannheim Gledatelji: 13.293 Suci: Lah, Sok |
| 14. siječnja 2024. 18:00 | Dedu, Nistor 4 | (12:17)   | Gómez 8    | SAP Arena, Mannheim Gledatelji: 13.293 Suci: Lah, Sok |
| 14. siječnja 2024. 18:00 | 2× 1×          | Izvještaj | 1×         | SAP Arena, Mannheim Gledatelji: 13.293 Suci: Lah, Sok |

| 14. siječnja 2024. 20:30 | Hrvatska   | 28:28     | Austrija | SAP Arena, Mannheim Gledatelji: 13.293 Suci: Hansen, Madsen |
| 14. siječnja 2024. 20:30 | Šoštarić 6 | (14:12)   | Bilyk 7  | SAP Arena, Mannheim Gledatelji: 13.293 Suci: Hansen, Madsen |
| 14. siječnja 2024. 20:30 | 3×         | Izvještaj | 4× 1×    | SAP Arena, Mannheim Gledatelji: 13.293 Suci: Hansen, Madsen |

| 16. siječnja 2024. 18:00 | Hrvatska  | 31:25     | Rumunjska | SAP Arena, Mannheim Gledatelji: 13.293 Suci: A. Konjičanin, D. Konjičanin |
| 16. siječnja 2024. 18:00 | Klarica 7 | (16:12)   | Negru 9   | SAP Arena, Mannheim Gledatelji: 13.293 Suci: A. Konjičanin, D. Konjičanin |
| 16. siječnja 2024. 18:00 | 3× 1×     | Izvještaj | 5× 1×     | SAP Arena, Mannheim Gledatelji: 13.293 Suci: A. Konjičanin, D. Konjičanin |

| 16. siječnja 2024. 20:30 | Španjolska | 33:33     | Austrija | SAP Arena, Mannheim Gledatelji: 13.293 Suci: Mažeika, Gatelis |
| 16. siječnja 2024. 20:30 | Gómez 8    | (15:17)   | Bilyk 8  | SAP Arena, Mannheim Gledatelji: 13.293 Suci: Mažeika, Gatelis |
| 16. siječnja 2024. 20:30 | 4× 1×      | Izvještaj | 4× 1×    | SAP Arena, Mannheim Gledatelji: 13.293 Suci: Mažeika, Gatelis |

### Skupina C
|  | Plasman u drugi krug |
|  | Izbacivanje          |

|    | Reprezentacija | Bod. | Ut. | Pob. | N. | Por. | Pos. | Pri. | RP  |
| -- | -------------- | ---- | --- | ---- | -- | ---- | ---- | ---- | --- |
| 1. | Mađarska       | 6    | 3   | 3    | 0  | 0    | 87   | 76   | +11 |
| 2. | Island         | 3    | 3   | 1    | 1  | 1    | 83   | 90   | –7  |
| 3. | Crna Gora      | 2    | 3   | 1    | 0  | 2    | 84   | 86   | –2  |
| 4. | Srbija         | 1    | 3   | 0    | 1  | 2    | 83   | 85   | –2  |

| 12. siječnja 2024. 18:00 | Island    | 27:27     | Srbija       | Olympiahalle, München Gledatelji: 12.128 Suci: D. Martins, R. Martins |
| 12. siječnja 2024. 18:00 | Elísson 7 | (11:10)   | Pechmalbec 5 | Olympiahalle, München Gledatelji: 12.128 Suci: D. Martins, R. Martins |
| 12. siječnja 2024. 18:00 | 1×        | Izvještaj | 4× 1×        | Olympiahalle, München Gledatelji: 12.128 Suci: D. Martins, R. Martins |

| 12. siječnja 2024. 20:30 | Mađarska  | 26:24     | Crna Gora             | Olympiahalle, München Gledatelji: 12.128 Suci: I. Covalciuc, A. Covalciuc |
| 12. siječnja 2024. 20:30 | Bánhidi 6 | (14:14)   | Borozan, Dragašević 6 | Olympiahalle, München Gledatelji: 12.128 Suci: I. Covalciuc, A. Covalciuc |
| 12. siječnja 2024. 20:30 | 7×        | Izvještaj | 6× 1×                 | Olympiahalle, München Gledatelji: 12.128 Suci: I. Covalciuc, A. Covalciuc |

| 14. siječnja 2024. 18:00 | Crna Gora | 30:31     | Island      | Olympiahalle, München Gledatelji: 12.128 Suci: Mažeika, Gatelis |
| 14. siječnja 2024. 18:00 | Borozan 5 | (15:17)   | Magnússon 7 | Olympiahalle, München Gledatelji: 12.128 Suci: Mažeika, Gatelis |
| 14. siječnja 2024. 18:00 | 6× 1×     | Izvještaj | 4×          | Olympiahalle, München Gledatelji: 12.128 Suci: Mažeika, Gatelis |

| 14. siječnja 2024. 20:30 | Srbija              | 27:28     | Mađarska  | Olympiahalle, München Gledatelji: 12.128 Suci: Jørum, Kleven |
| 14. siječnja 2024. 20:30 | N. Ilić, Vorkapić 5 | (13:14)   | Bánhidi 9 | Olympiahalle, München Gledatelji: 12.128 Suci: Jørum, Kleven |
| 14. siječnja 2024. 20:30 | 6×                  | Izvještaj | 4×        | Olympiahalle, München Gledatelji: 12.128 Suci: Jørum, Kleven |

| 16. siječnja 2024. 18:00 | Srbija  | 29:30     | Crna Gora | Olympiahalle, München Gledatelji: 12.128 Suci: Kurtagic, Wetterwik |
| 16. siječnja 2024. 18:00 | Kukić 7 | (14:15)   | Vujović 8 | Olympiahalle, München Gledatelji: 12.128 Suci: Kurtagic, Wetterwik |
| 16. siječnja 2024. 18:00 | 4×      | Izvještaj | 4× 1×     | Olympiahalle, München Gledatelji: 12.128 Suci: Kurtagic, Wetterwik |

| 16. siječnja 2024. 20:30 | Island            | 25:33     | Mađarska        | Olympiahalle, München Gledatelji: 12.128 Suci: Lah, Sok |
| 16. siječnja 2024. 20:30 | V. Kristjánsson 8 | (13:15)   | Hanusz, Szita 5 | Olympiahalle, München Gledatelji: 12.128 Suci: Lah, Sok |
| 16. siječnja 2024. 20:30 | 4×                | Izvještaj | 5× 1×           | Olympiahalle, München Gledatelji: 12.128 Suci: Lah, Sok |

### Skupina D
|  | Plasman u drugi krug |
|  | Izbacivanje          |

|    | Reprezentacija | Bod. | Ut. | Pob. | N. | Por. | Pos. | Pri. | RP  |
| -- | -------------- | ---- | --- | ---- | -- | ---- | ---- | ---- | --- |
| 1. | Slovenija      | 6    | 3   | 3    | 0  | 0    | 92   | 81   | +11 |
| 2. | Norveška       | 3    | 3   | 1    | 1  | 1    | 85   | 75   | +10 |
| 3. | Poljska        | 2    | 2   | 1    | 0  | 2    | 78   | 92   | –14 |
| 4. | Ovčji Otoci    | 1    | 3   | 0    | 1  | 2    | 83   | 90   | –7  |

| 11. siječnja 2024. 18:00 | Slovenija | 32:29     | Ovčji Otoci                 | Mercedes-Benz Arena, Berlin Gledatelji: 11.625 Suci: Schulze, Tönnies |
| 11. siječnja 2024. 18:00 | Vlah 8    | (13:13)   | E. Á Skipagøtu, Av Teigum 9 | Mercedes-Benz Arena, Berlin Gledatelji: 11.625 Suci: Schulze, Tönnies |
| 11. siječnja 2024. 18:00 | 5× 2×     | Izvještaj | 3× 1×                       | Mercedes-Benz Arena, Berlin Gledatelji: 11.625 Suci: Schulze, Tönnies |

| 11. siječnja 2024. 20:30 | Norveška  | 32:21     | Poljska | Mercedes-Benz Arena, Berlin Gledatelji: 11.625 Suci: Pavićević, Ražnatović |
| 11. siječnja 2024. 20:30 | Sagosen 6 | (15:10)   | Sićko 5 | Mercedes-Benz Arena, Berlin Gledatelji: 11.625 Suci: Pavićević, Ražnatović |
| 11. siječnja 2024. 20:30 | 1×        | Izvještaj | 3× 1×   | Mercedes-Benz Arena, Berlin Gledatelji: 11.625 Suci: Pavićević, Ražnatović |

| 13. siječnja 2024. 18:00 | Poljska      | 25:32     | Slovenija | Mercedes-Benz Arena, Berlin Gledatelji: 13.571 Suci: Nikolov, Načevski |
| 13. siječnja 2024. 18:00 | tri igrača 4 | (14:20)   | Marguč 6  | Mercedes-Benz Arena, Berlin Gledatelji: 13.571 Suci: Nikolov, Načevski |
| 13. siječnja 2024. 18:00 | 1×           | Izvještaj | 3× 1×     | Mercedes-Benz Arena, Berlin Gledatelji: 13.571 Suci: Nikolov, Načevski |

| 13. siječnja 2024. 20:30 | Ovčji Otoci                 | 26:26     | Norveška | Mercedes-Benz Arena, Berlin Gledatelji: 13.571 Suci: Brunner, Salah |
| 13. siječnja 2024. 20:30 | E. Á Skipagøtu, Rasmussen 5 | (12:13)   | Blonz 8  | Mercedes-Benz Arena, Berlin Gledatelji: 13.571 Suci: Brunner, Salah |
| 13. siječnja 2024. 20:30 | 6× 2×                       | Izvještaj | 5× 1×    | Mercedes-Benz Arena, Berlin Gledatelji: 13.571 Suci: Brunner, Salah |

| 15. siječnja 2024. 18:00 | Poljska  | 32:28     | Ovčji Otoci  | Mercedes-Benz Arena, Berlin Gledatelji: 13.321 Suci: Marín, García |
| 15. siječnja 2024. 18:00 | Sićko 10 | (15:15)   | Av Teigum 10 | Mercedes-Benz Arena, Berlin Gledatelji: 13.321 Suci: Marín, García |
| 15. siječnja 2024. 18:00 | 7× 2×    | Izvještaj | 5×           | Mercedes-Benz Arena, Berlin Gledatelji: 13.321 Suci: Marín, García |

| 15. siječnja 2024. 20:30 | Norveška  | 27:28     | Slovenija | Mercedes-Benz Arena, Berlin Gledatelji: 13.336 Suci: C. Bonaventura, J. Bonaventura |
| 15. siječnja 2024. 20:30 | Sagosen 6 | (17:17)   | Vlah 7    | Mercedes-Benz Arena, Berlin Gledatelji: 13.336 Suci: C. Bonaventura, J. Bonaventura |
| 15. siječnja 2024. 20:30 | 3×        | Izvještaj | 9× 2×     | Mercedes-Benz Arena, Berlin Gledatelji: 13.336 Suci: C. Bonaventura, J. Bonaventura |

### Skupina E
|  | Plasman u drugi krug |
|  | Izbacivanje          |

|    | Reprezentacija      | Bod. | Ut. | Pob. | N. | Por. | Pos. | Pri. | RP  |
| -- | ------------------- | ---- | --- | ---- | -- | ---- | ---- | ---- | --- |
| 1. | Švedska             | 6    | 3   | 3    | 0  | 0    | 100  | 74   | +26 |
| 2. | Nizozemska          | 4    | 3   | 2    | 0  | 1    | 98   | 78   | +20 |
| 3. | Gruzija             | 2    | 3   | 1    | 0  | 2    | 77   | 95   | –18 |
| 4. | Bosna i Hercegovina | 0    | 3   | 0    | 0  | 3    | 59   | 87   | −28 |

| 11. siječnja 2024. 18:00 | Nizozemska           | 34:29     | Gruzija       | SAP Arena, Mannheim Gledatelji: 10.878 Suci: Marín, García |
| 11. siječnja 2024. 18:00 | Ten Velde, Baijens 6 | (19:12)   | Chovrebadze 9 | SAP Arena, Mannheim Gledatelji: 10.878 Suci: Marín, García |
| 11. siječnja 2024. 18:00 | 5× 1×                | Izvještaj | 4×            | SAP Arena, Mannheim Gledatelji: 10.878 Suci: Marín, García |

| 11. siječnja 2024. 20:30 | Švedska | 29:20     | Bosna i Hercegovina | SAP Arena, Mannheim Gledatelji: 10.903 Suci: Merz, Kuttler |
| 11. siječnja 2024. 20:30 | Wanne 9 | (14:7)    | Faljić 4            | SAP Arena, Mannheim Gledatelji: 10.903 Suci: Merz, Kuttler |
| 11. siječnja 2024. 20:30 | 2×      | Izvještaj | 1×                  | SAP Arena, Mannheim Gledatelji: 10.903 Suci: Merz, Kuttler |

| 13. siječnja 2024. 18:00 | Bosna i Hercegovina | 20:36     | Nizozemska  | SAP Arena, Mannheim Gledatelji: 13.293 Suci: Elíasson, Pálsson |
| 13. siječnja 2024. 18:00 | Davidović 4         | (7:17)    | Ten Velde 9 | SAP Arena, Mannheim Gledatelji: 13.293 Suci: Elíasson, Pálsson |
| 13. siječnja 2024. 18:00 | 6×                  | Izvještaj | 4× 1×       | SAP Arena, Mannheim Gledatelji: 13.293 Suci: Elíasson, Pálsson |

| 13. siječnja 2024. 20:30 | Gruzija       | 26:42    | Švedska    | SAP Arena, Mannheim Gledatelji: 13.293 Suci: Pavićević, Ražnatović |
| 13. siječnja 2024. 20:30 | Arsenašvili 6 | (9:23)   | Karlsson 7 | SAP Arena, Mannheim Gledatelji: 13.293 Suci: Pavićević, Ražnatović |
| 13. siječnja 2024. 20:30 | 2×            | Izvješaj | 2×         | SAP Arena, Mannheim Gledatelji: 13.293 Suci: Pavićević, Ražnatović |

| 15. siječnja 2024. 18:00 | Bosna i Hercegovina | 19:22     | Gruzija       | SAP Arena, Mannheim Gledatelji: 13.196 Suci: K. Gasmi, R. Gasmi |
| 15. siječnja 2024. 18:00 | Panić 7             | (9:9)     | Chovrebadze 7 | SAP Arena, Mannheim Gledatelji: 13.196 Suci: K. Gasmi, R. Gasmi |
| 15. siječnja 2024. 18:00 | 2× 1×               | Izvještaj | 1×            | SAP Arena, Mannheim Gledatelji: 13.196 Suci: K. Gasmi, R. Gasmi |

| 15. siječnja 2024. 20:30 | Švedska        | 29:28     | Nizozemska | SAP Arena, Mannheim Gledatelji: 13.203 Suci: Nikolov, Načevski |
| 15. siječnja 2024. 20:30 | Claar, Wanne 5 | (15:15)   | Steins 6   | SAP Arena, Mannheim Gledatelji: 13.203 Suci: Nikolov, Načevski |
| 15. siječnja 2024. 20:30 | 4×             | Izvještaj | 2× 1×      | SAP Arena, Mannheim Gledatelji: 13.203 Suci: Nikolov, Načevski |

### Skupina F
|  | Plasman u drugi krug |
|  | Izbacivanje          |

|    | Reprezentacija | Bod. | Ut. | Pob. | N. | Por. | Pos. | Pri. | RP  |
| -- | -------------- | ---- | --- | ---- | -- | ---- | ---- | ---- | --- |
| 1. | Danska         | 6    | 3   | 3    | 0  | 0    | 100  | 69   | +31 |
| 2. | Portugal       | 4    | 3   | 2    | 0  | 1    | 88   | 88   | 0   |
| 3. | Češka          | 2    | 3   | 1    | 0  | 2    | 70   | 73   | −3  |
| 4. | Grčka          | 0    | 3   | 0    | 0  | 3    | 72   | 100  | −28 |

| 11. siječnja 2024. 18:00 | Portugal   | 31:24     | Grčka        | Olympiahalle, München Gledatelji: 11.607 Suci: C. Bonaventura, J. Bonaventura |
| 11. siječnja 2024. 18:00 | F. Costa 6 | (18:14)   | tri igrača 4 | Olympiahalle, München Gledatelji: 11.607 Suci: C. Bonaventura, J. Bonaventura |
| 11. siječnja 2024. 18:00 | 2×         | Izvještaj | 2× 1×        | Olympiahalle, München Gledatelji: 11.607 Suci: C. Bonaventura, J. Bonaventura |

| 11. siječnja 2024. 20:30 | Danska   | 23:14     | Češka    | Olympiahalle, München Gledatelji: 11.615 Suci: K. Gasmi, R. Gasmi |
| 11. siječnja 2024. 20:30 | Hansen 5 | (9:9)     | Patzel 4 | Olympiahalle, München Gledatelji: 11.615 Suci: K. Gasmi, R. Gasmi |
| 11. siječnja 2024. 20:30 | 3× 1×    | Izvještaj | 3×       | Olympiahalle, München Gledatelji: 11.615 Suci: K. Gasmi, R. Gasmi |

| 13. siječnja 2024. 18:00 | Češka   | 27:30     | Portugal    | Olympiahalle, München Gledatelji: 12.128 Suci: Schulze, Tönnies |
| 13. siječnja 2024. 18:00 | Klíma 8 | (7:13)    | M. Costa 11 | Olympiahalle, München Gledatelji: 12.128 Suci: Schulze, Tönnies |
| 13. siječnja 2024. 18:00 | 2× 1×   | Izvještaj | 7×          | Olympiahalle, München Gledatelji: 12.128 Suci: Schulze, Tönnies |

| 13. siječnja 2024. 20:30 | Grčka             | 28:40     | Danska      | Olympiahalle, München Gledatelji: 12.128 Suci: Merz, Kuttler |
| 13. siječnja 2024. 20:30 | Boskos, Kederis 4 | (13:20)   | Damgaard 10 | Olympiahalle, München Gledatelji: 12.128 Suci: Merz, Kuttler |
| 13. siječnja 2024. 20:30 | 5×                | Izvještaj | 2×          | Olympiahalle, München Gledatelji: 12.128 Suci: Merz, Kuttler |

| 15. siječnja 2024. 18:00 | Češka    | 29:20     | Grčka     | Olympiahalle, München Gledatelji: 12.128 Suci: Elíasson, Pálsson |
| 15. siječnja 2024. 18:00 | Štěrba 7 | (15:8)    | Kederis 5 | Olympiahalle, München Gledatelji: 12.128 Suci: Elíasson, Pálsson |
| 15. siječnja 2024. 18:00 | 4×       | Izvještaj | 5×        | Olympiahalle, München Gledatelji: 12.128 Suci: Elíasson, Pálsson |

| 15. siječnja 2024. 20:30 | Danska    | 37:27     | Portugal   | Olympiahalle, München Gledatelji: 12.128 Suci: Brunner, Salah |
| 15. siječnja 2024. 20:30 | Gidsel 11 | (17:15)   | M. Costa 9 | Olympiahalle, München Gledatelji: 12.128 Suci: Brunner, Salah |
| 15. siječnja 2024. 20:30 | 2× 1×     | Izvještaj | 5× 1×      | Olympiahalle, München Gledatelji: 12.128 Suci: Brunner, Salah |

## Natjecanje po skupinama (drugi krug)

### Skupina I
|  | Polufinale            |
|  | Utakmica za 5. mjesto |
|  | Ispadanje             |

|    | Reprezentacija | Bod. | Ut. | Pob. | N. | Por. | Pos. | Pri. | RP  |
| -- | -------------- | ---- | --- | ---- | -- | ---- | ---- | ---- | --- |
| 1. | Francuska      | 10   | 5   | 5    | 0  | 0    | 174  | 154  | +20 |
| 2. | Njemačka       | 5    | 5   | 2    | 1  | 2    | 137  | 137  | 0   |
| 3. | Mađarska       | 4    | 5   | 2    | 0  | 3    | 151  | 151  | 0   |
| 4. | Austrija       | 4    | 5   | 1    | 2  | 2    | 132  | 138  | –6  |
| 5. | Island         | 4    | 5   | 2    | 0  | 3    | 142  | 152  | –10 |
| 6. | Hrvatska       | 3    | 5   | 1    | 1  | 3    | 146  | 150  | –4  |

| 18. siječnja 2024. 15:30 | Mađarska        | 29:30     | Austrija | Lanxess Arena, Köln Gledatelji: 19.750 Suci: D. Martins, R. Martins |
| 18. siječnja 2024. 15:30 | četiri igrača 4 | (17:17)   | Bilyk 8  | Lanxess Arena, Köln Gledatelji: 19.750 Suci: D. Martins, R. Martins |
| 18. siječnja 2024. 15:30 | 2×              | Izvještaj | 4× 1×    | Lanxess Arena, Köln Gledatelji: 19.750 Suci: D. Martins, R. Martins |

| 18. siječnja 2024. 18:00 | Francuska | 34:32     | Hrvatska | Lanxess Arena, Köln Gledatelji: 19.750 Suci: Jørum, Kleven |
| 18. siječnja 2024. 18:00 | Mem 6     | (18:18)   | Srna 6   | Lanxess Arena, Köln Gledatelji: 19.750 Suci: Jørum, Kleven |
| 18. siječnja 2024. 18:00 | 4× 1×     | Izvještaj | 5× 1×    | Lanxess Arena, Köln Gledatelji: 19.750 Suci: Jørum, Kleven |

| 18. siječnja 2024. 20:30 | Njemačka | 26:24     | Island     | Lanxess Arena, Köln Gledatelji: 19.750 Suci: Nikolov, Načevski |
| 18. siječnja 2024. 20:30 | Knorr 6  | (11:10)   | Smárason 6 | Lanxess Arena, Köln Gledatelji: 19.750 Suci: Nikolov, Načevski |
| 18. siječnja 2024. 20:30 | 2× 1×    | Izvještaj | 2× 1×      | Lanxess Arena, Köln Gledatelji: 19.750 Suci: Nikolov, Načevski |

| 20. siječnja 2024. 15:30 | Francuska              | 39:32     | Island       | Lanxess Arena, Köln Gledatelji: 19.750 Suci: Hansen, Madsen |
| 20. siječnja 2024. 15:30 | Fabregas, Richardson 6 | (17:14)   | tri igrača 6 | Lanxess Arena, Köln Gledatelji: 19.750 Suci: Hansen, Madsen |
| 20. siječnja 2024. 15:30 | 4×                     | Izvještaj | 3× 1×        | Lanxess Arena, Köln Gledatelji: 19.750 Suci: Hansen, Madsen |

| 20. siječnja 2024. 18:00 | Mađarska | 29:26     | Hrvatska        | Lanxess Arena, Köln Gledatelji: 19.750 Suci: Lah, Sok |
| 20. siječnja 2024. 18:00 | Imre 7   | (14:13)   | Glavaš, Lučin 5 | Lanxess Arena, Köln Gledatelji: 19.750 Suci: Lah, Sok |
| 20. siječnja 2024. 18:00 | 4× 3×    | Izvještaj | 6× 1×           | Lanxess Arena, Köln Gledatelji: 19.750 Suci: Lah, Sok |

| 20. siječnja 2024. 20:30 | Njemačka | 22:22     | Austrija | Lanxess Arena, Köln Gledatelji: 19.750 Suci: Kurtagic, Wetterwik |
| 20. siječnja 2024. 20:30 | Knorr 6  | (11:12)   | Bilyk 5  | Lanxess Arena, Köln Gledatelji: 19.750 Suci: Kurtagic, Wetterwik |
| 20. siječnja 2024. 20:30 | 3× 1×    | Izvještaj | 3× 1×    | Lanxess Arena, Köln Gledatelji: 19.750 Suci: Kurtagic, Wetterwik |

| 22. siječnja 2024. 15:30 | Hrvatska  | 30:35     | Island    | Lanxess Arena, Köln Gledatelji: 19.750 Suci: D. Martins, R. Martins |
| 22. siječnja 2024. 15:30 | Jelinić 6 | (18:16)   | Elísson 8 | Lanxess Arena, Köln Gledatelji: 19.750 Suci: D. Martins, R. Martins |
| 22. siječnja 2024. 15:30 | 5×        | Izvještaj | 1×        | Lanxess Arena, Köln Gledatelji: 19.750 Suci: D. Martins, R. Martins |

| 22. siječnja 2024. 18:00 | Francuska       | 33:28     | Austrija         | Lanxess Arena, Köln Gledatelji: 19.750 Suci: Horáček, Novotný |
| 22. siječnja 2024. 18:00 | Fabregas, Mem 7 | (15:16)   | Bilyk, Hutecek 6 | Lanxess Arena, Köln Gledatelji: 19.750 Suci: Horáček, Novotný |
| 22. siječnja 2024. 18:00 | 2×              | Izvještaj | 4×               | Lanxess Arena, Köln Gledatelji: 19.750 Suci: Horáček, Novotný |

| 22. siječnja 2024. 20:30 | Njemačka  | 35:28   | Mađarska        | Lanxess Arena, Köln Gledatelji: 19.750 Suci: Jørum, Kleven |
| 22. siječnja 2024. 20:30 | Köster 8  | (18:17) | Ancsin, Rosta 6 | Lanxess Arena, Köln Gledatelji: 19.750 Suci: Jørum, Kleven |
| 22. siječnja 2024. 20:30 | Izvještaj |         |                 | Lanxess Arena, Köln Gledatelji: 19.750 Suci: Jørum, Kleven |

| 24. siječnja 2024. 15:30 | Austrija | 24:26     | Island       | Lanxess Arena, Köln Gledatelji: 19.750 Suci: Pavićević, Ražnatović |
| 24. siječnja 2024. 15:30 | Wagner 7 | (8:14)    | Guðjónsson 8 | Lanxess Arena, Köln Gledatelji: 19.750 Suci: Pavićević, Ražnatović |
| 24. siječnja 2024. 15:30 | 3×       | Izvještaj | 3× 1×        | Lanxess Arena, Köln Gledatelji: 19.750 Suci: Pavićević, Ražnatović |

| 24. siječnja 2024. 18:00 | Francuska | 35:32     | Mađarska         | Lanxess Arena, Köln Gledatelji: 19.750 Suci: Lah, Sok |
| 24. siječnja 2024. 18:00 | Remili 7  | (20:18)   | Bánhidi, Rosta 5 | Lanxess Arena, Köln Gledatelji: 19.750 Suci: Lah, Sok |
| 24. siječnja 2024. 18:00 | 3× 1×     | Izvještaj | 3×               | Lanxess Arena, Köln Gledatelji: 19.750 Suci: Lah, Sok |

| 24. siječnja 2024. 20:30 | Njemačka         | 24:30     | Hrvatska  | Lanxess Arena, Köln Gledatelji: 19.750 Suci: Marín, García |
| 24. siječnja 2024. 20:30 | Golla, Heymann 4 | (14:13)   | Karačić 6 | Lanxess Arena, Köln Gledatelji: 19.750 Suci: Marín, García |
| 24. siječnja 2024. 20:30 | 2× 1×            | Izvještaj | 3×        | Lanxess Arena, Köln Gledatelji: 19.750 Suci: Marín, García |

### Skupina II
|  | Polufinale            |
|  | Utakmica za 5. mjesto |
|  | Ispadanje             |

|    | Reprezentacija | Bod. | Ut. | Pob. | N. | Por. | Pos. | Pri. | RP  |
| -- | -------------- | ---- | --- | ---- | -- | ---- | ---- | ---- | --- |
| 1. | Danska         | 8    | 5   | 4    | 0  | 1    | 158  | 132  | +26 |
| 2. | Švedska        | 6    | 5   | 3    | 0  | 2    | 147  | 144  | +3  |
| 3. | Slovenija      | 6    | 5   | 3    | 0  | 2    | 145  | 147  | –2  |
| 4. | Portugal       | 5    | 5   | 2    | 1  | 2    | 163  | 172  | –9  |
| 5. | Norveška       | 4    | 5   | 2    | 0  | 3    | 150  | 149  | +1  |
| 6. | Nizozemska     | 1    | 5   | 0    | 1  | 4    | 154  | 173  | –19 |

| 17. siječnja 2024. 15:30 | Norveška | 32:37     | Portugal  | Barclays Arena, Hamburg Gledatelji: 8.707 Suci: Schulze, Tönnies |
| 17. siječnja 2024. 15:30 | Blonz 7  | (15:18)   | Portela 8 | Barclays Arena, Hamburg Gledatelji: 8.707 Suci: Schulze, Tönnies |
| 17. siječnja 2024. 15:30 | 2×       | Izvještaj | 2×        | Barclays Arena, Hamburg Gledatelji: 8.707 Suci: Schulze, Tönnies |

| 17. siječnja 2024. 18:00 | Danska   | 39:27     | Nizozemska  | Barclays Arena, Hamburg Gledatelji: 9.568 Suci: C. Bonaventura, J. Bonaventura |
| 17. siječnja 2024. 18:00 | Gidsel 9 | (18:17)   | Ten Velde 8 | Barclays Arena, Hamburg Gledatelji: 9.568 Suci: C. Bonaventura, J. Bonaventura |
| 17. siječnja 2024. 18:00 | 1×       | Izvještaj | 6×          | Barclays Arena, Hamburg Gledatelji: 9.568 Suci: C. Bonaventura, J. Bonaventura |

| 17. siječnja 2024. 20:30 | Slovenija | 22:28     | Švedska  | Barclays Arena, Hamburg Gledatelji: 9.933 Suci: Marín, García |
| 17. siječnja 2024. 20:30 | Vlah 7    | (7:11)    | Pellas 8 | Barclays Arena, Hamburg Gledatelji: 9.933 Suci: Marín, García |
| 17. siječnja 2024. 20:30 | 2×        | Izvještaj | 3× 1×    | Barclays Arena, Hamburg Gledatelji: 9.933 Suci: Marín, García |

| 19. siječnja 2024. 15:30 | Slovenija   | 30:33     | Portugal | Barclays Arena, Hamburg Gledatelji: 13.376 Suci: C. Bonaventura, J. Bonaventura |
| 19. siječnja 2024. 15:30 | Mačkovšek 7 | (17:18)   | Costa 11 | Barclays Arena, Hamburg Gledatelji: 13.376 Suci: C. Bonaventura, J. Bonaventura |
| 19. siječnja 2024. 15:30 | 3× 1×       | Izvještaj | 2×       | Barclays Arena, Hamburg Gledatelji: 13.376 Suci: C. Bonaventura, J. Bonaventura |

| 19. siječnja 2024. 18:00 | Norveška   | 35:32     | Nizozemska  | Barclays Arena, Hamburg Gledatelji: 13.376 Suci: Pavićević, Ražnatović |
| 19. siječnja 2024. 18:00 | Gullerud 7 | (16:18)   | Ten Velde 8 | Barclays Arena, Hamburg Gledatelji: 13.376 Suci: Pavićević, Ražnatović |
| 19. siječnja 2024. 18:00 | 4×         | Izvještaj | 3×          | Barclays Arena, Hamburg Gledatelji: 13.376 Suci: Pavićević, Ražnatović |

| 19. siječnja 2024. 20:30 | Danska    | 28:27     | Švedska | Barclays Arena, Hamburg Gledatelji: 13.376 Suci: Horáček, Novotný |
| 19. siječnja 2024. 20:30 | Gidsel 10 | (17:15)   | Wanne 9 | Barclays Arena, Hamburg Gledatelji: 13.376 Suci: Horáček, Novotný |
| 19. siječnja 2024. 20:30 | 4×        | Izvještaj | 5×      | Barclays Arena, Hamburg Gledatelji: 13.376 Suci: Horáček, Novotný |

| 21. siječnja 2024. 15:30 | Slovenija    | 37:34     | Nizozemska        | Barclays Arena, Hamburg Gledatelji: 13.376 Suci: Schulze, Tönnies |
| 21. siječnja 2024. 15:30 | tri igrača 6 | (19:13)   | N. Versteijnen 15 | Barclays Arena, Hamburg Gledatelji: 13.376 Suci: Schulze, Tönnies |
| 21. siječnja 2024. 15:30 | 3×           | Izvještaj | 2× 1×             | Barclays Arena, Hamburg Gledatelji: 13.376 Suci: Schulze, Tönnies |

| 21. siječnja 2024. 18:00 | Švedska   | 40:33     | Portugal   | Barclays Arena, Hamburg Gledatelji: 13.376 Suci: Nikolov, Načevski |
| 21. siječnja 2024. 18:00 | Pellas 10 | (19:15)   | M. Costa 8 | Barclays Arena, Hamburg Gledatelji: 13.376 Suci: Nikolov, Načevski |
| 21. siječnja 2024. 18:00 | 4×        | Izvještaj | 2×         | Barclays Arena, Hamburg Gledatelji: 13.376 Suci: Nikolov, Načevski |

| 21. siječnja 2024. 20:30 | Norveška | 23:29     | Danska       | Barclays Arena, Hamburg Gledatelji: 13.376 Suci: Marín, García |
| 21. siječnja 2024. 20:30 | Blonz 5  | (11:18)   | tri igrača 5 | Barclays Arena, Hamburg Gledatelji: 13.376 Suci: Marín, García |
| 21. siječnja 2024. 20:30 | 1×       | Izvještaj | 2×           | Barclays Arena, Hamburg Gledatelji: 13.376 Suci: Marín, García |

| 23. siječnja 2024. 15:30 | Nizozemska  | 33:33     | Portugal          | Barclays Arena, Hamburg Gledatelji: 8.868 Suci: Hansen, Madsen |
| 23. siječnja 2024. 15:30 | Ten Velde 7 | (17:15)   | M. Costa, Frade 8 | Barclays Arena, Hamburg Gledatelji: 8.868 Suci: Hansen, Madsen |
| 23. siječnja 2024. 15:30 | 2× 1×       | Izvještaj | 2×                | Barclays Arena, Hamburg Gledatelji: 8.868 Suci: Hansen, Madsen |

| 23. siječnja 2024. 18:00 | Slovenija | 28:25     | Danska                  | Barclays Arena, Hamburg Gledatelji: 9.016 Suci: Kurtagic, Wetterwik |
| 23. siječnja 2024. 18:00 | Horžen 6  | (17:14)   | Jørgensen, Kirkeløkke 6 | Barclays Arena, Hamburg Gledatelji: 9.016 Suci: Kurtagic, Wetterwik |
| 23. siječnja 2024. 18:00 | 3× 1×     | Izvještaj | 2×                      | Barclays Arena, Hamburg Gledatelji: 9.016 Suci: Kurtagic, Wetterwik |

| 23. siječnja 2024. 20:30 | Norveška | 33:23     | Švedska   | Barclays Arena, Hamburg Gledatelji: 9.031 Suci: C. Bonaventura, J. Bonaventura |
| 23. siječnja 2024. 20:30 | Blonz 11 | (15:12)   | Sandell 4 | Barclays Arena, Hamburg Gledatelji: 9.031 Suci: C. Bonaventura, J. Bonaventura |
| 23. siječnja 2024. 20:30 | 1×       | Izvještaj | 6×        | Barclays Arena, Hamburg Gledatelji: 9.031 Suci: C. Bonaventura, J. Bonaventura |

## Završnica
|  | Polufinale   | Polufinale   |    |              | Finale       | Finale |
|  |              |              |    |              |              |        |
|  | 26. siječnja |              |    |              |              |        |
|  | Francuska    | 34           |    |              |              |        |
|  | Švedska      | 30           |    |              |              |        |
|  |              |              |    |              |              |        |
|  |              |              |    |              | 28. siječnja |        |
|  |              |              |    |              | Francuska    | 33     |
|  |              | Danska       | 31 |              |              |        |
|  |              |              |    |              |              |        |
|  |              |              |    |              |              |        |
|  |              |              |    |              | Treće mjesto |        |
|  | 26. siječnja | 26. siječnja |    | 28. siječnja | 28. siječnja |        |
|  | Njemačka     | 26           |    | Švedska      | 34           |        |
|  | Danska       | 29           |    |              | Njemačka     | 31     |

### Poluzavršnica
| 26. siječnja 2024. 17:45 | Francuska           | 34:30 (PR) | Švedska | Lanxess Arena, Köln Gledatelji: 19.750 Suci: Nikolov, Načevski |
| 26. siječnja 2024. 17:45 | Descat 8            | (17:11)    | Claar 9 | Lanxess Arena, Köln Gledatelji: 19.750 Suci: Nikolov, Načevski |
| 26. siječnja 2024. 17:45 | 4×                  | Izvještaj  | 1×      | Lanxess Arena, Köln Gledatelji: 19.750 Suci: Nikolov, Načevski |
| 26. siječnja 2024. 17:45 | Kr.: 27:27 Pr.: 7:3 |            |         | Lanxess Arena, Köln Gledatelji: 19.750 Suci: Nikolov, Načevski |

| 26. siječnja 2024. 20:30 | Njemačka | 26:29     | Danska       | Lanxess Arena, Köln Gledatelji: 19.750 Suci: Lah, Sok |
| 26. siječnja 2024. 20:30 | Uščins 5 | (14:12)   | tri igrača 5 | Lanxess Arena, Köln Gledatelji: 19.750 Suci: Lah, Sok |
| 26. siječnja 2024. 20:30 | 3× 2×    | Izvještaj | 4×           | Lanxess Arena, Köln Gledatelji: 19.750 Suci: Lah, Sok |

### Utakmica za 5. mjesto
| 26. siječnja 2024. 15:00 | Mađarska         | 23:22     | Slovenija    | Lanxess Arena, Köln Gledatelji: 19.750 Suci: Schulze, Tönnies |
| 26. siječnja 2024. 15:00 | Lékai, Bánhidi 5 | (12:13)   | tri igrača 4 | Lanxess Arena, Köln Gledatelji: 19.750 Suci: Schulze, Tönnies |
| 26. siječnja 2024. 15:00 | 4× 1×            | Izvještaj | 2×           | Lanxess Arena, Köln Gledatelji: 19.750 Suci: Schulze, Tönnies |

### Utakmica za 3. mjesto
| 28. siječnja 2024. 15:00 | Švedska | 34:31     | Njemačka | Lanxess Arena, Köln Gledatelji: 19.750 Suci: Pavićević, Ražnatović |
| 28. siječnja 2024. 15:00 | Claar 8 | (18:12)   | Uščins 8 | Lanxess Arena, Köln Gledatelji: 19.750 Suci: Pavićević, Ražnatović |
| 28. siječnja 2024. 15:00 | 3×      | Izvještaj |          | Lanxess Arena, Köln Gledatelji: 19.750 Suci: Pavićević, Ražnatović |

### Utakmica za 1. mjesto
| 28. siječnja 2024. 17:45 | Francuska           | 33:31 (PR) | Danska      | Lanxess Arena, Köln Gledatelji: 19.750 Suci: Marín, García |
| 28. siječnja 2024. 17:45 | Fabregas 8          | (14:14)    | M. Hansen 9 | Lanxess Arena, Köln Gledatelji: 19.750 Suci: Marín, García |
| 28. siječnja 2024. 17:45 | 4× 2×               | Izvještaj  | 3× 1×       | Lanxess Arena, Köln Gledatelji: 19.750 Suci: Marín, García |
| 28. siječnja 2024. 17:45 | Kr.: 27:27 Pr.: 6:4 |            |             | Lanxess Arena, Köln Gledatelji: 19.750 Suci: Marín, García |

## Konačni plasman
| Pozicija | Momčad              |
| -------- | ------------------- |
| .        | Francuska           |
| .        | Danska              |
| .        | Švedska             |
| 4.       | Njemačka            |
| 5.       | Mađarska            |
| 6.       | Slovenija           |
| 7.       | Portugal            |
| 8.       | Austrija            |
| 9.       | Norveška            |
| 10.      | Island              |
| 11.      | Hrvatska            |
| 12.      | Nizozemska          |
| 13.      | Španjolska          |
| 14.      | Crna Gora           |
| 15.      | Češka               |
| 16.      | Poljska             |
| 17.      | Sjeverna Makedonija |
| 18.      | Gruzija             |
| 19.      | Srbija              |
| 20.      | Ovčji Otoci         |
| 21.      | Švicarska           |
| 22.      | Rumunjska           |
| 23.      | Grčka               |
| 24.      | Bosna i Hercegovina |

## Vanjske poveznice
- Službena stranica